# ステファニー・グリシャム
ステファニー・グリシャム（英: Stephanie Grisham, 1976年7月23日 - ）は、アメリカ合衆国の元ホワイトハウス職員。ドナルド・トランプ政権下でホワイトハウス報道官兼広報部長を務めたが、1度も会見を開かずに退任した。

## 政権中枢入り
2016年アメリカ合衆国大統領選挙よりドナルド・トランプ陣営でスタッフとして活動。2017年2月、トランプが日本国首相安倍晋三夫妻をフロリダ州の別荘に招待した際、調整役として働いた姿を大統領夫人メラニア・トランプ夫人に評価される。以降、メラニアの広報担当として活動するようになった。
2019年6月25日、サラ・ハッカビー・サンダースの後任のホワイトハウス報道官に就任することが発表された。ホワイトハウス広報部長も兼任する。

## 報道官として
2019年6月28日から6月29日にかけて大阪で開催されたG20サミット、次いで朝鮮半島の軍事境界線にある板門店で行われた米朝首脳会談にも同行した。現地では取材記者への便宜を図るため、会談場入口をふさいだ北朝鮮警備担当者ともみ合いになり負傷、存在感を見せつけた。
ただし国内のマスコミには冷淡で、既存のマスコミの報道をフェイクニュースとして切り捨てる大統領の意向を反映して、2019年7月の就任以降、大統領寄りとされるFOXニュースなど相手を限定した記者会見を行うのみとなり、報道官の一般記者会見を1度も開かないまま2020年4月に辞任した。辞任後はメラニアの首席補佐官に就任した。
2021年1月6日、2021年アメリカ合衆国議会議事堂襲撃事件発生を受け、メラニアの首席補佐官を辞任した。

## 報道官辞任後
2024年9月にシカゴで開催された民主党全国大会で演説に立ち、2024年アメリカ合衆国大統領選挙では民主党候補のカマラ・ハリスに票を投じると表明した。トランプについて「彼には共感も道徳も真実への忠実さもない」と批判し、報道官在任中に記者会見を開かなかった理由については「私は自分のボスと違って、演台に立って嘘をつきたくなかったからだ」と語った。